# Frederikshavn
Frederikshavn (på svenska även Fredrikshamn)  är en hamnstad, som ligger i norra Jylland i Danmark. Staden utgör centralort i Frederikshavns kommun.

## Historik
Platsen var i äldre tid ett fiskeläge med namnet Fladstrand, fick först 1812 egen präst och 1818 stadsrättigheter samt sitt nuvarande namn. Den för sjöfarten och fisket i Kattegatt viktiga hamnen anlades mellan 1830 och 1833 och har utvidgats flera gånger (särskilt 1855–70 och 1882–91). Citadellet Fladstrand, som 1687–1712 anlades norr om hamnen, nedlades 1864 som fästning och har därefter nästan alldeles raserats, men Kruttornet har bevarats.
Än idag finns militär närvaro i staden i form av en flottstation, Flådestation Frederikshavn, som är den danska flottans huvudbas för fartygen som patrullerar de nordliga farvattnen kring Färöarna och Grönland.

## Transport
Genom Frederikshavn hamn finns det färjeförbindelser till den danska ön Læsø och till Göteborg. I staden finns Frederikshavn station, från vilken regionaltåg avgår på Vendsysselbanen till Ålborg och på Skagensbanen till Skagen, vilka körs av Nordjyske Jernbaner. E45:s kontinentala sträcka börjar i Frederikshavn.

## Strand
Frederikshavn har en strand, som kallas Palmestranden.

## Bilder

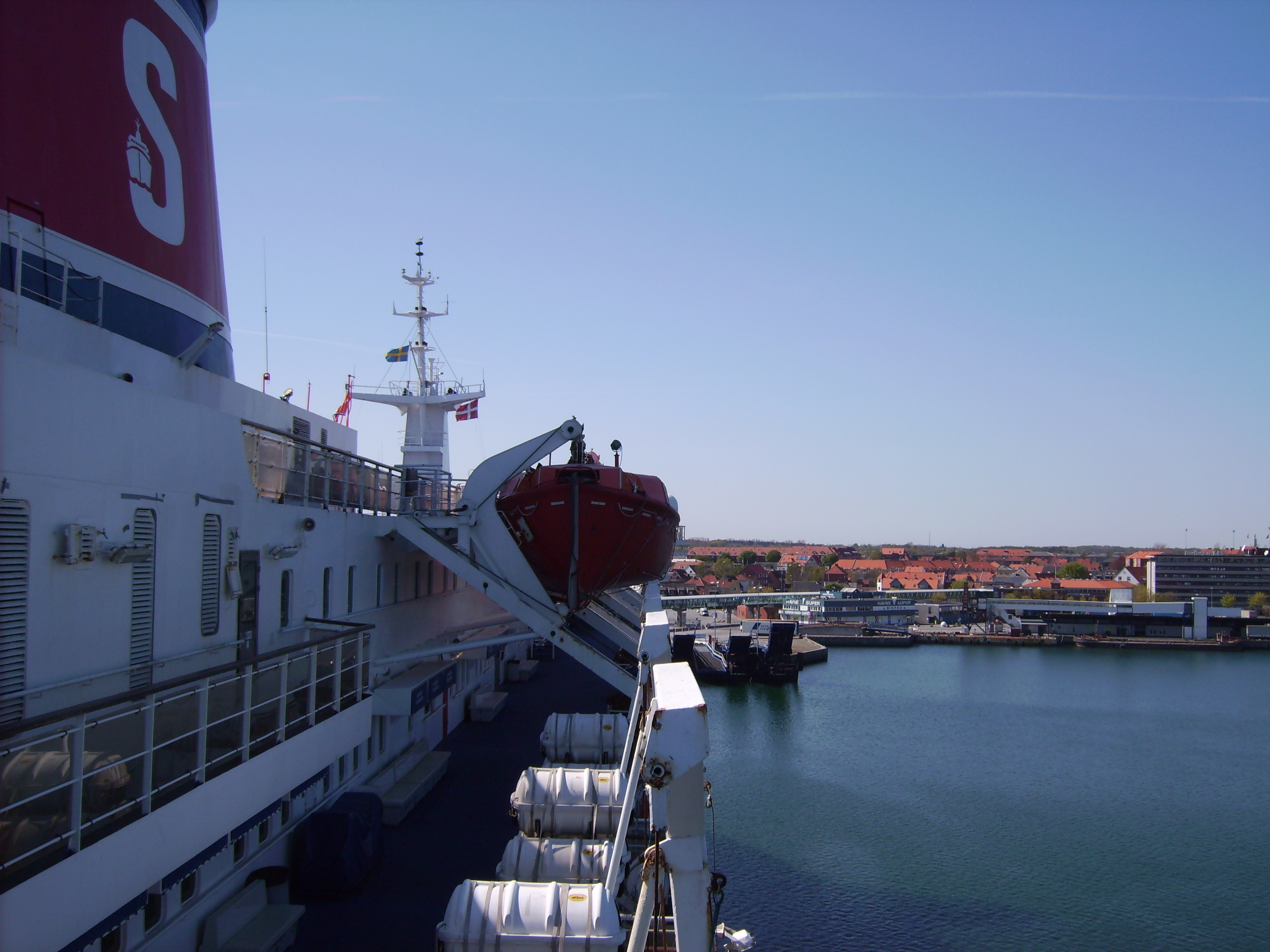
Stena Line-färjan i Frederikshavn.
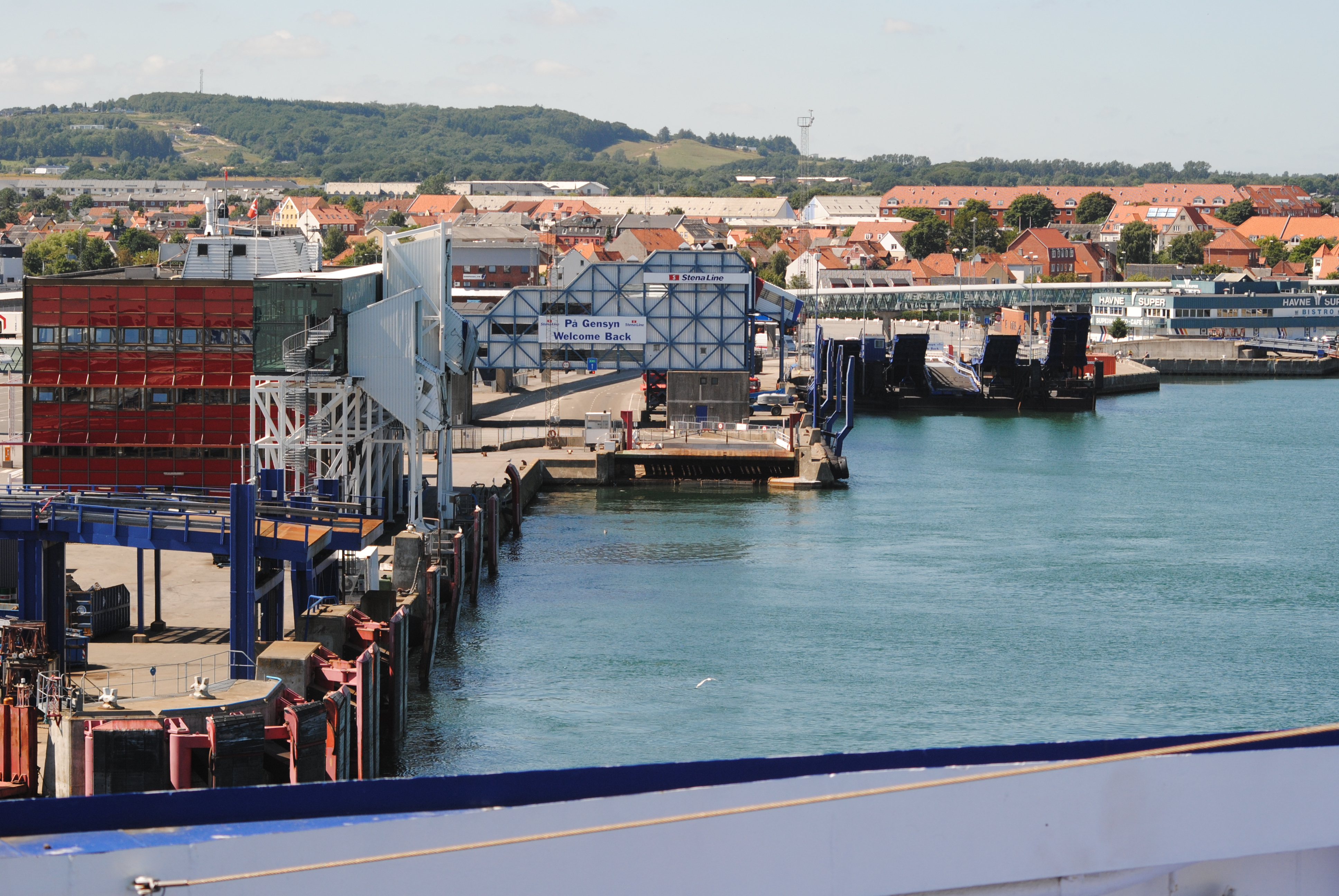
Färjeterminalen.
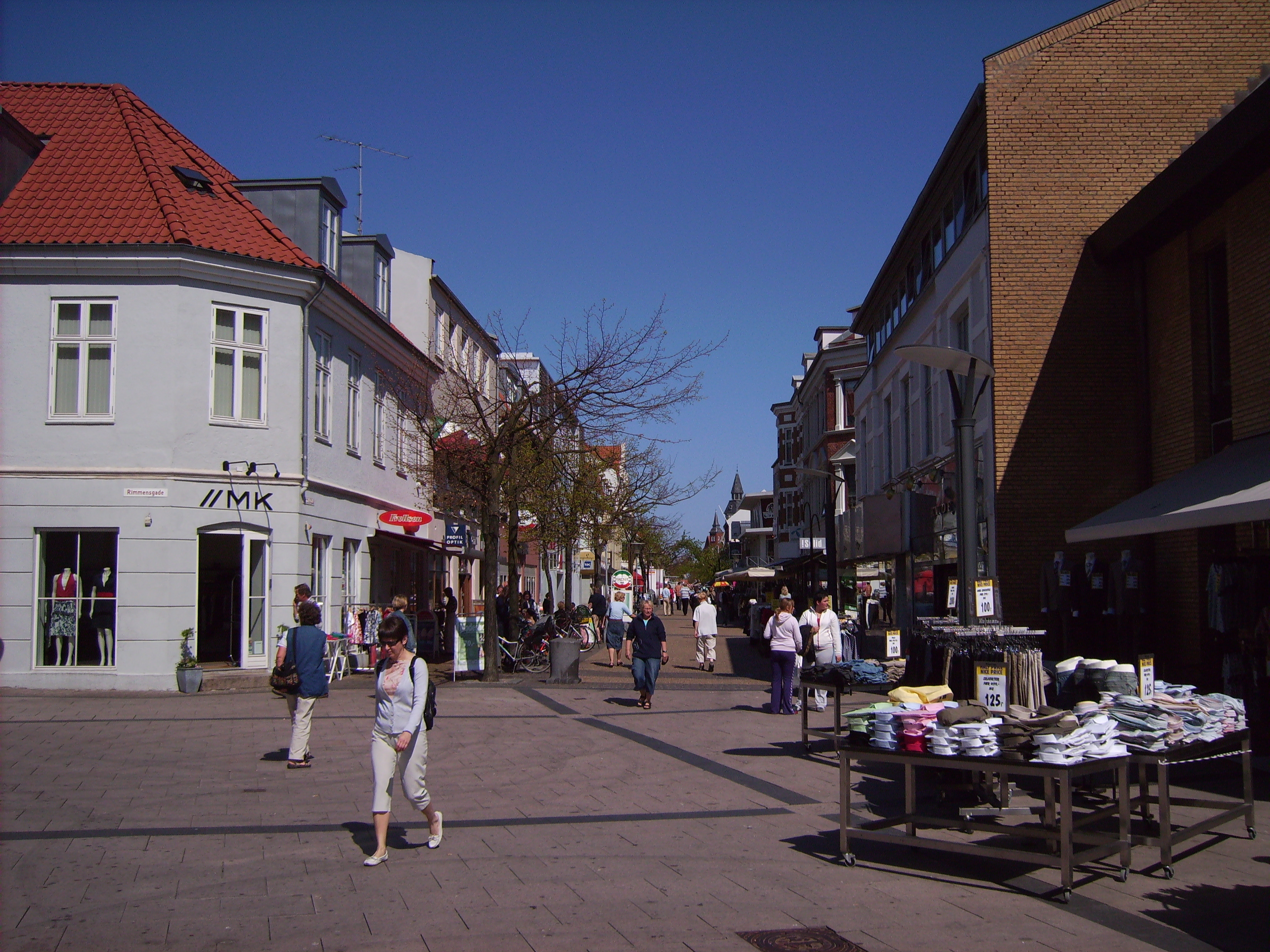
Gågata.
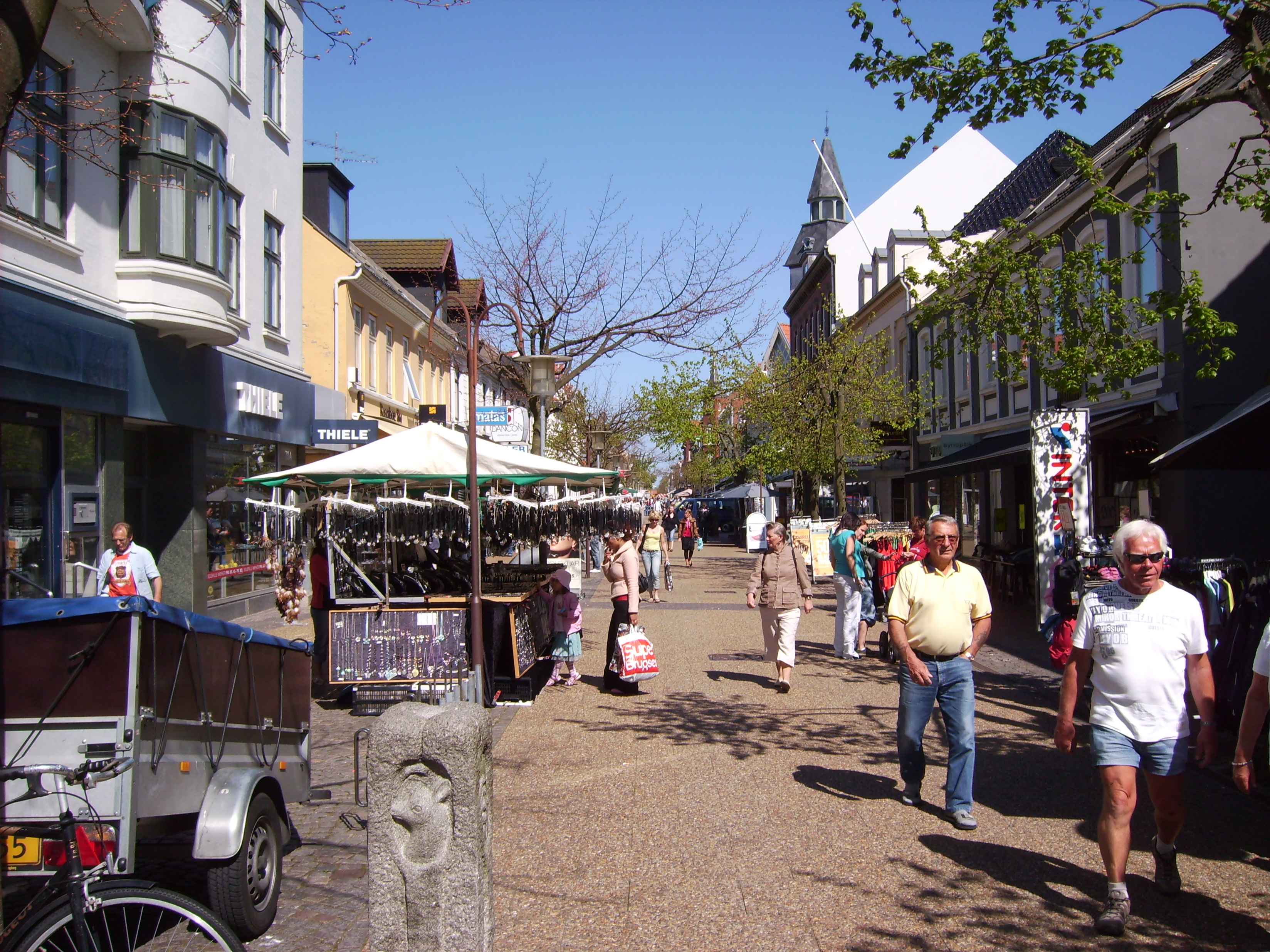
Gågata.
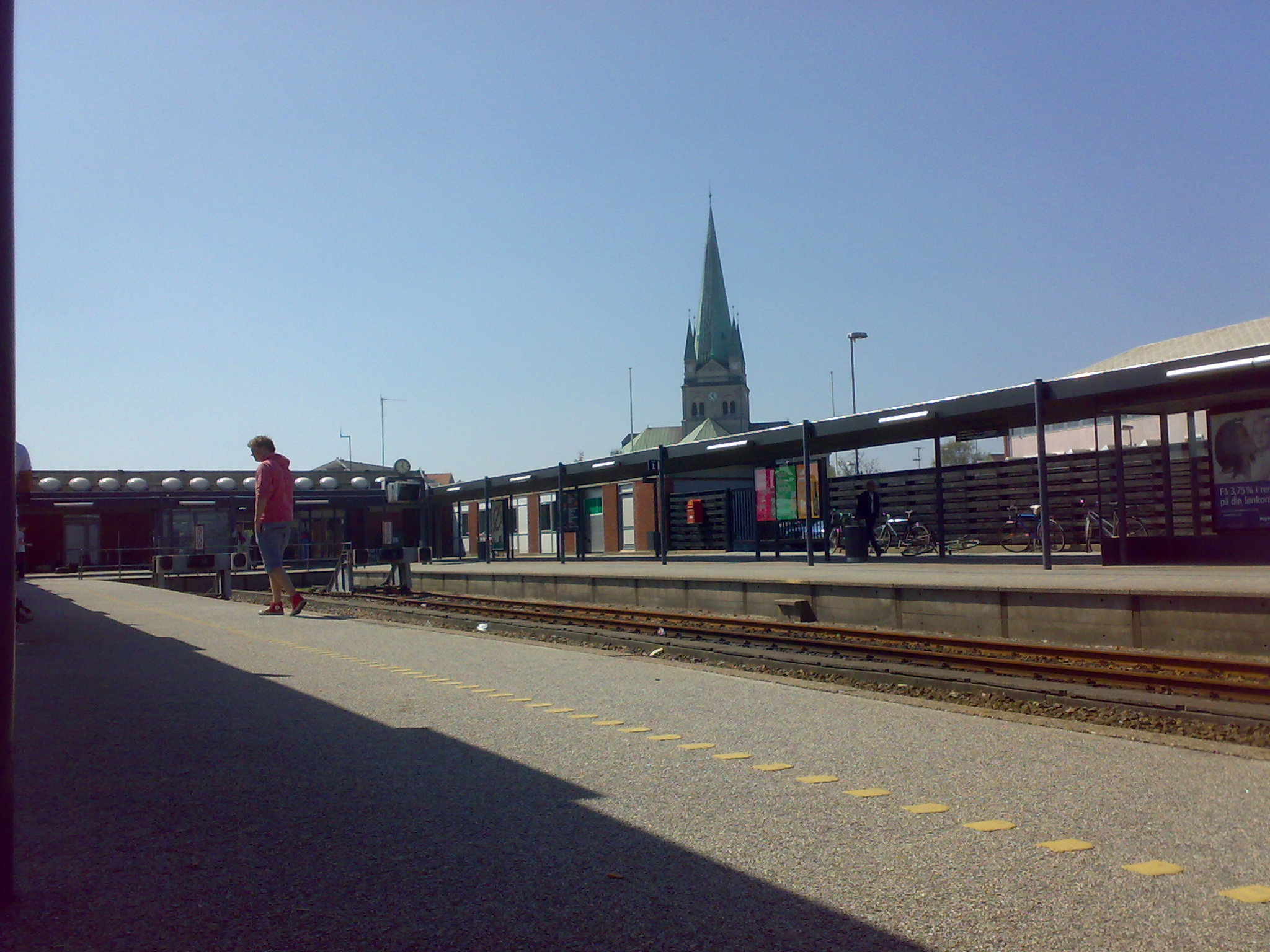
Frederikshavns station.
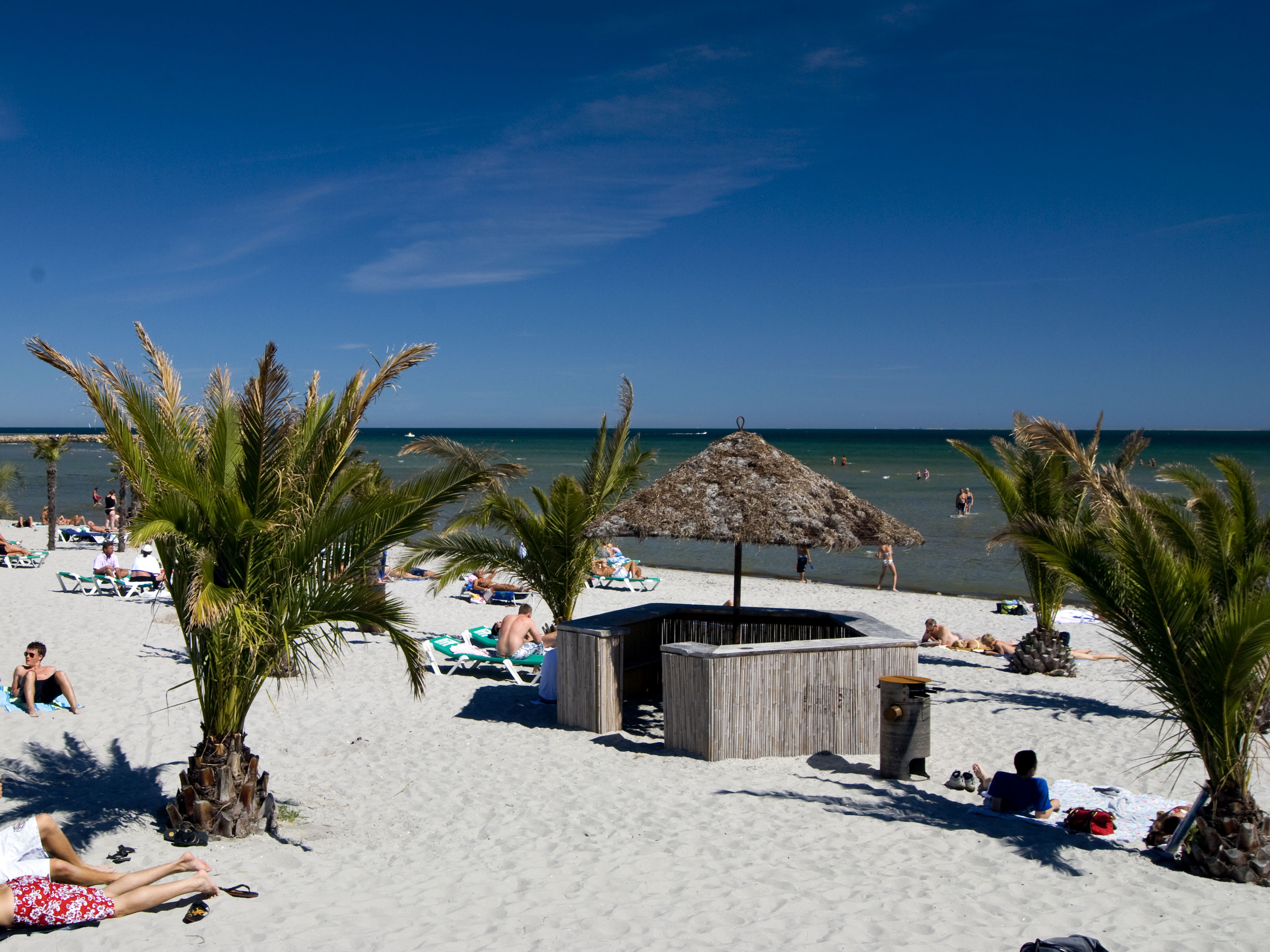
Palmestranden.
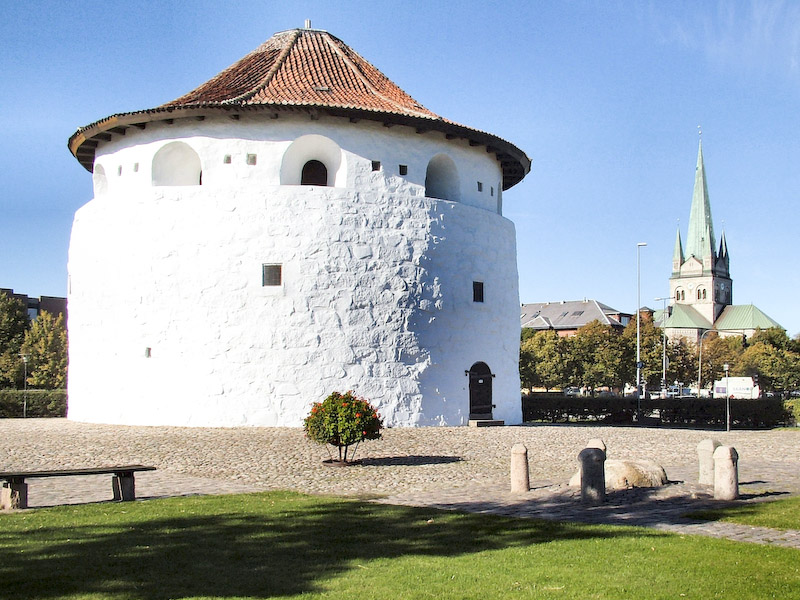
Krudttårnet från 1688.
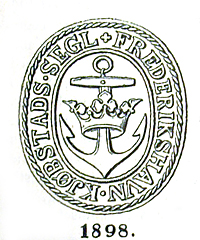
Frederikshavns sigill.
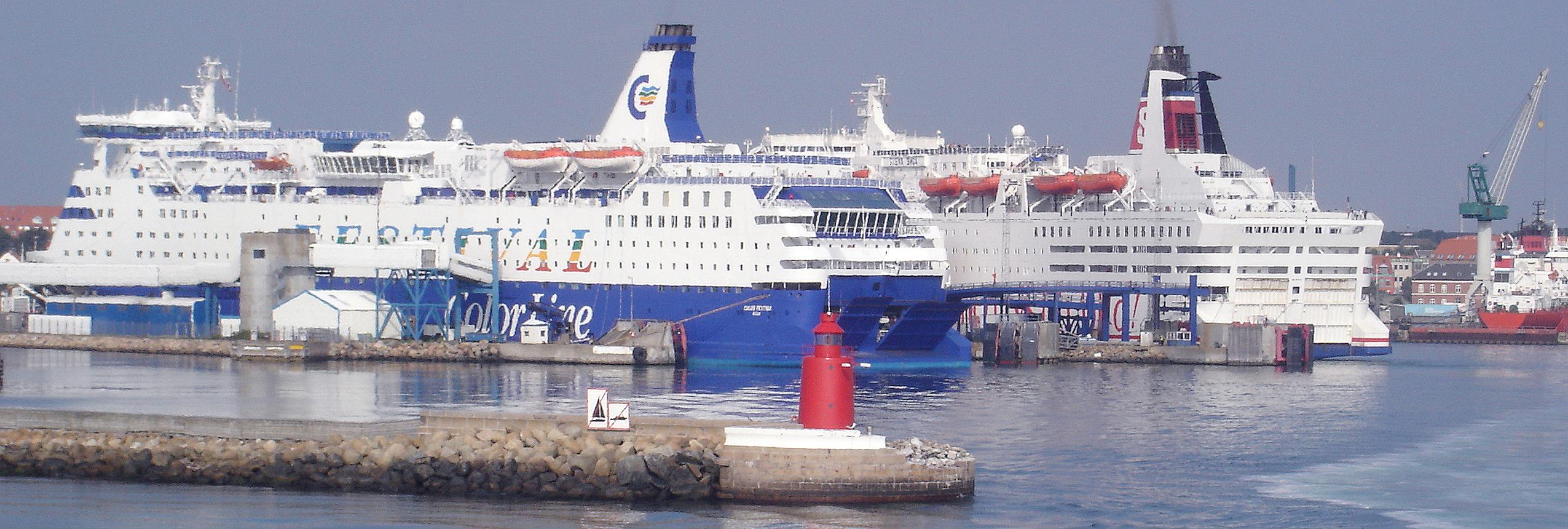
Frederikshavns hamn.
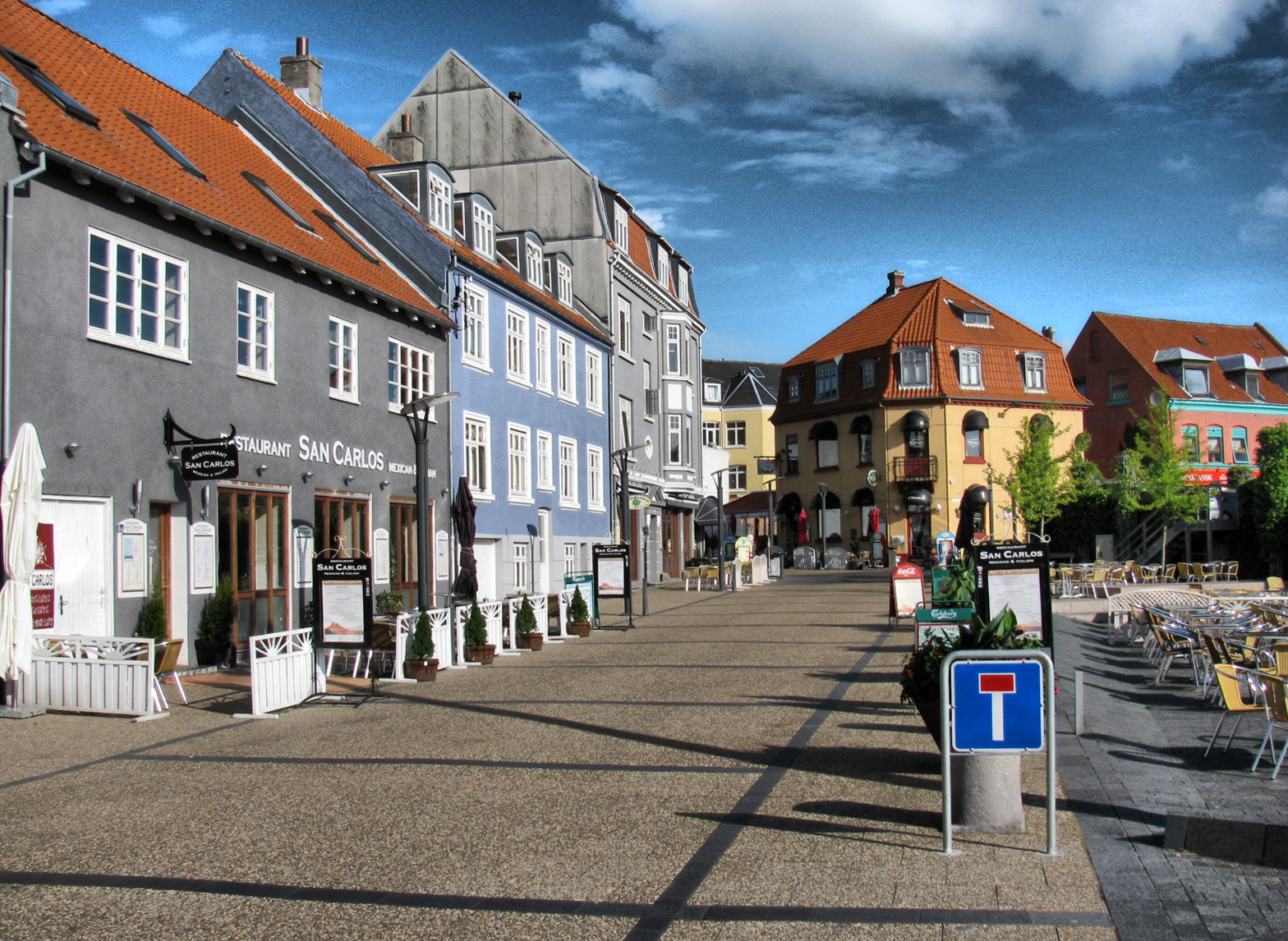
Gågatan Keld Gydum-Lodsgade.